# Lindenau
Lindenau è un comune di 757 abitanti  del Brandeburgo, in Germania.

Appartiene al circondario dell'Oberspreewald-Lusazia (targa OSL) ed è parte della comunità amministrativa (Amt) di Ortrand.